# Ryan Newman (pilote automobile)
Pour les articles homonymes, voir Ryan Newman et Newman.
Statistiques en NASCAR Cup Series
Dernière mise à jour : 7 mars 2021 
Ryan Newman  est un pilote automobile américain né le 8 décembre 1977 à South Bend, Indiana. En NASCAR Cup Series, il pilote la Ford no 6 de la Roush Fenway Racing et a notamment remporté le Daytona 500 en 2008 ainsi que le Brickyard 400 en 2013.

## Biographie
Ryan Newman a fait ses débuts en compétition en 1993 dans le championnat All-American Midget Series. Avec deux titres conquis en deux années, il passe en 1995 dans les championnats USAC et décroche le titre de rookie of the year dans les championnats Midget Series (1995) puis Silver Crown (1996). En 1999, il est titré dans le championnat Silver Bullett Series, tout en remportant des courses en Midget Series et Silver Crown. Il devient ainsi le premier pilote à s'imposer dans les trois championnats au cours de la même saison.
En 2000, Newman est recruté par la puissante écurie Penske avec laquelle il fait ses débuts dans les épreuves  de stock-car: d'abord en ARCA RE/MAX Series (3 victoires en 5 courses) puis en NASCAR Cup Series. Il effectue sa première saison complète de Winston Cup en 2002, termine sixième du championnat et décroche le titre de rookie of the year en battant notamment Jimmie Johnson, lequel termine néanmoins devant lui au championnat. À l'actif de Newman lors de cette saison : une victoire lors de la Winston (course de prestige hors-championnat), une victoire à Loudon, et six pole positions.
Il confirme ses débuts tonitruants en 2003 avec 8 succès et 11 pole positions, ce qui fait de lui, et de loin, le pilote le plus victorieux de la saison, mais paye cher son irrégularité au championnat puisqu'il doit se contenter d'une nouvelle sixième place au championnat. Parmi les multiples abandons ayant ponctué sa saison, le plus mémorable est celui survenu en début d'année à l'occasion du Daytona 500 où à la suite d'un contact puis d'une sortie de piste, sa voiture se soulève avant de partir dans une série de tonneaux. Il est victime d'un accident similaire quelques mois plus tard sur le Talladega Superspeedway.
Surnommé the Rocket man à la suite de ses performances en termes de qualifications (51 pole positions), Newman continue de s'affirmer comme une valeur sure de la NASCAR en 2004 et 2005 et se qualifient pour les premières éditions du Chase. Mais sa trajectoire victorieuse s'interrompt en 2006, année où il ne décroche pas le moindre succès et termine le championnat à une modeste 18e place finale. En 2007, au terme d'une nouvelle saison sans succès, il se classe à la 13e place du championnat, sans être parvenu à se qualifier pour le chase.
Alors qu'il n'était pas considéré comme un des favoris, il renoue avec le succès début 2008 en s'imposant dans le Daytona 500, la course la plus prestigieuse de la saison.
En 2009 il quitte l'équipe Team Penske et rejoint la Stewart-Haas Racing et court avec la Chevrolet numéro 39. Équipe avec laquelle il remporte le Brickyard 400 en 2013.
À la fin de la saison 2013, il est renvoyé par Tony Stewart et doit donc retrouver un volant. Il trouve refuge dans l'équipe Richard Childress Racing et pilote la Chevrolet no 31 aux couleurs de Caterpillar. Bien que n’ayant remporté aucune victoire ni fait la moindre pole position en 2014, il se qualifie pour le chase grâce à des résultats réguliers et termine second du championnat.

## Résultats en NASCAR Cup Series
| Année | Écurie                   | Voiture | Constructeur | Victoires | Pole positions | Présence en chase/playoffs (depuis 2004) | Classement |
| ----- | ------------------------ | ------- | ------------ | --------- | -------------- | ---------------------------------------- | ---------- |
| 2000  | Team Penske              | 02      | Ford         | 0         | 0              | -                                        | 70e        |
| 2001  | Team Penske              | 02      | Ford         | 0         | 1              | -                                        | 49e        |
| 2002  | Team Penske              | 12      | Ford         | 1         | 6              | -                                        | 6e         |
| 2003  | Team Penske              | 12      | Dodge        | 8         | 11             | -                                        | 6e         |
| 2004  | Team Penske              | 12      | Dodge        | 2         | 9              | oui                                      | 7e         |
| 2005  | Team Penske              | 12      | Dodge        | 1         | 8              | oui                                      | 6e         |
| 2006  | Team Penske              | 12      | Dodge        | 0         | 2              | oui                                      | 18e        |
| 2007  | Team Penske              | 12      | Dodge        | 0         | 5              | oui                                      | 13e        |
| 2008  | Team Penske              | 12      | Dodge        | 1         | 1              | non                                      | 17e        |
| 2009  | Stewart-Haas Racing      | 39      | Chevrolet    | 0         | 2              | oui                                      | 9e         |
| 2010  | Stewart-Haas Racing      | 39      | Chevrolet    | 1         | 1              | non                                      | 15e        |
| 2011  | Stewart-Haas Racing      | 39      | Chevrolet    | 1         | 3              | oui                                      | 10e        |
| 2012  | Stewart-Haas Racing      | 39      | Chevrolet    | 1         | 0              | non                                      | 14e        |
| 2013  | Stewart-Haas Racing      | 39      | Chevrolet    | 1         | 2              | oui                                      | 11e        |
| 2014  | Richard Childress Racing | 31      | Chevrolet    | 0         | 0              | oui                                      | 2e         |
| 2015  | Richard Childress Racing | 31      | Chevrolet    | 0         | 0              | oui                                      | 11e        |
| 2016  | Richard Childress Racing | 31      | Chevrolet    | 0         | 0              | non                                      | 18e        |
| 2017  | Richard Childress Racing | 31      | Chevrolet    | 1         | 0              | oui                                      | 16e        |
| 2018  | Richard Childress Racing | 31      | Chevrolet    |           |                |                                          |            |